# Libnotes (Goniodineura) nesopicta
Libnotes (Goniodineura) nesopicta is een tweevleugelige uit de familie steltmuggen (Limoniidae). De soort komt voor in het Australaziatisch gebied.